# Вербовская, Екатерина Ивановна
Екатерина Ивановна Вербовская (укр. Катерина Іванівна Вербівська, род. 25 октября 1962, Киселёвка, Черкасская область) — украинская поэтесса, член Национального союза писателей Украины с апреля 2016 года, автор девяти поэтических сборников, лауреат литературных премий. 

## Биография
Родилась в селе Киселёвка Катеринопольского района Черкасской области. Происходит из крестьянской семьи. В семилетнем возрасте вместе с родителями перебралась в пгт Мокрая Калигорка, где получила среднее образование (1979).
Два года работала заведующей библиотекой Мокрокалигорской школы.
Окончила Киевский институт культуры им. А. Корнейчука (1986).
С тех пор и поныне работает в Черкасской областной библиотеке для юношества имени Василия Симоненко заведующей отделом читальных залов.
Руководитель Черкасского областного литературного объединения им. Василия Симоненко, активный популяризатор литературы.
Печатается с 2012 года.

## Поэтические сборники
- «Вистигле літо»: поезії. – Черкаси: издатель Чабаненко Ю. А., 2013. – 99 с.[5].
- «Передчасся весни»: поезії. –  Черкаси: издатель Чабаненко Ю. А., 2013. – 94 с.
- «Бурштинові миті»: поезії. –  Черкаси: издатель Чабаненко Ю. А., 2014. – 108 с[6].
- «Листопадові рої»: поезії. – Черкаси: издатель Чабаненко Ю. А., 2015. – 122 с[7].
- «Горицвітова сопілка»: поезії. – Черкаси: издатель Чабаненко Ю. А., 2017. – 118 с.
- «Наливковий ранок»: поезії. –  Черкаси: издатель Чабаненко Ю. А., 2018. – 110 с[8].
- «Ненадивленість»: поезії. – Черкаси: издатель Чабаненко Ю. А., 2020. – 114 с[9].
- «Тополине танго»: поезії. –  Черкаси: издатель Чабаненко Ю. А., 2020. – 156 с.
- «Озолоти»: поезії. – Черкаси: издатель Чабаненко Ю.А., – 2022. – 273 ст.

## Награды
- Лауреат Литературной премии имени Михаила Масло[укр.] за книгу «Горицветная свирель» (2017)[10].
- Лауреат Всеукраинской литературной премии имени Данила Кононенко за книгу «Наливное утро» (2018)[11] (2018).
- Лауреат Всеукраинской литературной премии имени Николая Томенко[укр.] за сборник стихов «Ненасмотренность» (2020)[12] (2020).
- Лауреат Литературно-художественной премии имени Михаила Старицкого (2021) за плодотворную литературную деятельность, создание многочисленных видеосюжетов на телевидении и в социальных сетях[13] (2021).
- Лауреат Всеукраинской литературно-художественной премии имени Ивана Дробного[укр.] в номинации «Поэзия» (2022) за сборник стихов «Тополиное танго»[14][15] (2022).
- Победительница литературно-художественного (песенного) конкурса имени Николая Негоды – Анатолия Пашкевича[укр.], как автор слов песни «Весеннее», музыка Тамилы Чупак (2023).